# والي بيكويذ
والي بيكويذ (بالإنجليزية: Wally Beckwith)‏ هو منافس ألعاب قوى أسترالي، ولد في 30 مايو 1893، وتوفي في 7 ديسمبر 1983 في Mentone, Victoria ‏ في أستراليا.

## وصلات خارجية
- والي بيكويذ على موقع AustralianFootball.com (الإنجليزية)
- والي بيكويذ على موقع AFLtables.com (الإنجليزية)